# Caenomastax
Caenomastax is een geslacht van rechtvleugeligen uit de familie Eumastacidae. De wetenschappelijke naam van dit geslacht is voor het eerst geldig gepubliceerd in 1923 door Hebard.

## Soorten
Het geslacht Caenomastax omvat de volgende soorten:
- Caenomastax atopa Hebard, 1923
- Caenomastax insignis Hebard, 1923